# Matti Sippala
Matti Kalervo Sippala (ur. 11 marca 1908 w Hollola, zm. 22 sierpnia 1997 w Kotka) – fiński lekkoatleta, który specjalizował się w rzucie oszczepem.
W 1932 został wicemistrzem olimpijskim - w Los Angeles uzyskał wynik 69,80 m i przegrał tylko ze swoim rodakiem Matti Järvinenem. W 1934 zdobył srebrny krążek mistrzostw Europy w Turynie. Rekord życiowy uzyskany w 1934 to 70,54 m.